# (8383) 1992 UA3
1992 يو أي 3 (ويعرف أيضًا باسم (8383) 1992 يو أي 3 وفق تسمية الكوكب الصغير) (بالإنجليزية: 1992 UA3)‏ هو كويكب ضمن حزام الكويكبات؛ وترتيبه 8383 من حيث الاكتشاف.
اكتُشف هذا الجُرم الفلكي بواسطة Tsutomu Hioki ‏ في 25 أكتوبر 1992.

## وصلات خارجية
- (8383) 1992 UA3 في قاعدة بيانات مختبر الدفع النفاث لأجرام النظام الشمسي الصغيرة

- الاكتشاف · مخطط المدار ·  العناصر المدارية · المعلمات المادية

- (8383) 1992 UA3 على موقع ويكي سكاي: DSS2, SDSS, GALEX, IRAS, Hydrogen α, X-Ray, Astrophoto, Sky Map, Articles and images